# Hush (filme de 1998)
Hush (Brasil: Segredo de Sangue / Portugal: Relação Mortal) é um filme americano de suspense psicológico de 1998, dirigido por Jonathan Darby e estrelado por Jessica Lange (Martha Baring), Gwyneth Paltrow (Helen Baring) e Johnathon Schaech (Jackson Baring).

## Sinopse
Em Nova York, Helen, uma jovem mulher que vive com Jackson, seu namorado, descobre que está grávida. Assim decidem se casar e, como ele é dono de Kilronan, uma bela propriedade rural que precisa de melhoramentos, se mudam para lá, planejando trabalhar na propriedade e ter o filho lá. Mas Martha Baring, a neurótica mãe dele que sempre administrou o local, se incomoda com a presença da nora e faz planos para ter o controle da situação, seguindo ao pé da letra a regra que diz que os fins justificam os meios.

## Elenco
- Jessica Lange como Martha
- Gwyneth Paltrow como Helen
- Johnathon Schaech como Jackson
- Nina Foch como Alice
- Hal Holbrook como Dr. Franklin Hill

## Trilha sonora
Intrada Records lançou um álbum de edição limitada da trilha sonora de Christopher Young em 12 de novembro de 2012.
1. Hush (18:32)
2. Little Baby (4:41)
3. Don't (7:56)
4. You (3:43)
5. Cry (5:39)
6. Mama's Gonna (10:36)
7. Buy You (4:44)
8. A (4:37)
9. Hush (Concert Suite) (15:01)

## Principais prêmios e indicações
Framboesa de Ouro 1999 (EUA)
- Jessica Lange ganhou uma indicação ao prêmio Framboesa de Ouro de Pior Atriz, perdendo para as Spice Girls para o Spice World.